# Beez Entertainment
Beez Entertainment war ein europäischer Herausgeber für Anime-Serien, -Filme sowie -Soundtracks, mit Sitz in Frankreich. Es gehörte zur Namco Bandai Holdings, worauf auch der Name Beez (als Abkürzung für Bandai European Entertainment Zone) zurückzuführen ist. Neben Frankreich agierte Beez Entertainment auch auf dem britischen Markt. In Deutschland erfolgte der Vertrieb über Al!ve.
Im Januar 2012 stellte das Unternehmen, ebenso wie das nordamerikanische Gegenstück Bandai Entertainment, seine Veröffentlichungen ein.

## Programm in Deutschland
- Durarara!!
- Eureka Seven
- Mobile Suit Gundam 00
- Gundam Seed
- Gurren Lagann
- .hack//Legend of the Twilight
- .hack//Sign
- My-HiME
- Planetes
- Tatami Galaxy
- Witch Hunter Robin